# Marcus Freiberger
Marcus Ross « Marc » Freiberger, né le 27 novembre 1928 à Amarillo, au Texas, décédé le 29 juin 2005 à Winston-Salem en Caroline du Nord, est un ancien joueur américain de basket-ball. Il évolue au poste de pivot.

## Palmarès
- Champion olympique 1952
- Champion AAU 1952, 1953